# Шёнеман, Карл Филипп Кристиан
Карл Филипп Христиан Шёнеман (нем. Karl Philipp Christian Schönemann; 17 января 1801, Гёттинген — 8 сентября 1855) — немецкий библиограф и нумизмат.
Родился в Геттингене. Потерял отца в совсем раннем возрасте и был воспитан в Вольфенбюттеле в доме деда со стороны матери, профессора, который пробудил в нём интерес к коллекционированию и изучению старых книг и монет. С 1815 года, после смерти деда, изучал историю под руководством своего дяди, также профессора, в 1819 году поступил в Геттингенский университет, где специализировался на филологии и который закончил в 1823 году со степенью доктора философии. После этого вернулся в Вольфенбюттель и несколько лет преподавал в средней школе.
С 1824 года начал изучать старые рукописи в герцогской библиотеке, опубликовав на основе этой работы на рубеже 1820—1830-х годов несколько исследований. В 1831 году был назначен директором библиотеки и всячески стремился увеличить её фонды, параллельно продолжая заниматься научной деятельностью. Одновременно он серьёзно увлекался нумизматикой, опубликовав на тему неё ряд работ. За свою жизнь Шенеман собрал значительную коллекцию монет, которую в 1848 году передал в государственный музей. В последние годы жизни тяжело болел: в 1844 году у него началось заболевание спинного мозга, к 1846 году он был уже частично парализован, однако продолжал работу и вышел в отставку только в октябре 1854 года. Умер год спустя от холеры. Был дважды женат.
Его основные труды:
- «Bibliotheca Augusta h. e. notitiae et excerpta codicum manuscriptorum bibliothecae Wolfenb.» (том I, Вольфенбюттель, 1830);
- «Hundert Merkwürdigkeiten der herzoglichen Bibliothek zu Wolfenbüttel» (Ганновер, 1849);
- «Zweite und dritte Hundert…» (ib., 1852);
- «Umrisse zur Geschichte und Beschreibung der Wolfenbüttler Bibliothek» (1843—1844);
- «Zur vaterländischen Münzkunde vom 12 bis 15 Jahrhundert oder Gründzuge der Bracteatenkunde» (Вольфенбюттель, 1852).